# Ranka Eisenhauer
Ranka Eisenhauer (rođ. Okic), rođena 6. studenoga 1969. u Fojnici, Bosna i Hercegovina je bosanskohercegovačka i njemačka književnica. 
Piše poeziju i kratke priče na bosansko-hrvatskom i njemačkom jeziku. Od 1988. godine živi u Njemačkoj, u blizini Frankfurta, gdje je aktivna u književnosti i u poslovnom sektoru.

### Rani život i obrazovanje
Ranka Eisenhauer rođena je u Fojnici, gdje je završila srednju metalurškog školu. Kratko je studirala u Tuzli, a 1988. godine se preselila u Njemačku, gdje nastavlja školovanje, prekvalificira se u oblasti hotelijerstva, te završava višu ekonomsku školu putem dopisnog studija. 
Profesionalno radi kao voditeljica tima u komercijalnom sektoru.

### Književni rad
Piše na bosansko-hrvatskom i njemačkom jeziku, često prožimajući lične i zavičajne teme s univerzalnim porukama o identitetu, migraciji i domovini. 
Njena prva knjiga, „Fojnica nekad i sad“ (2023), Putopis u stihovima i druge pjesme, zbirka je pjesama o rodnom kraju, njegovoj prošlosti i značaju u autoricinom životu.
Druga knjiga, „Zov i okovi domovine / Ruf und Fesseln der Heimat“ (2025), dvojezična je zbirka pjesama i priča. Kroz liriku i prozu izražava snažnu vezu s Bosnom i Hercegovinom, ali i bol rastanka, čežnju za korijenima te poruku boljeg suživota i vrijednosti kulturne raznolikosti svih naroda BiH.
Recenzenti knjige su prof. dr. Edin Pobrić i dr. Enisa Bukvić.

### Objavljena djela
- Fojnica nekad i sad, (2023)[1]  Putopis u stihovima i druge pjesme;
- Zov i okovi domovine / Ruf und Fesseln der Heimat (2025)[2] Pjesme i Priče / Gedichte und Geschichten;
- Kada se Bajram i Božić spoje (2025), U: Zbornik „Sarajevo ljubavi moja“, Udruženja bosanskih umjetnika;
- Blues (2025)[3] U: Zbornik „120 Poetskih jednačina“,Udruženje za Kulturu Nova svjetlost.

### Medijski nastupi i promocije
Ranka Eisenhauer je predstavila svoju drugu knjigu u više gradova Bosne i Hercegovine, uključujući Sarajevo, Fojnicu i Mostar. Promocije su održane uz podršku Književnog kornera iz Sarajeva.
Gostovala je u emisiji BHT1 Uživo na Radioteleviziji Bosne i Hercegovine, kao i u prilozima Federalne televizije (FTV) i radijskim emisijama.

### Reference
1. ↑  Cobiss.net. plus.Cobiss.net
2. ↑  Zov i okovi domovine: pjesme i priče - Dobra knjiga. dobraknjiga.ba. Pristupljeno 11. kolovoza 2025.
3. ↑  ZBIRKA „120 POETSKIH JEDNAČINA“. www.kns.ba. Pristupljeno 11. kolovoza 2025.
4. ↑  Vukeljići. 29. srpnja 2025. Promocija knjige “Zov i okovi domovine” autorice Ranke Eisenhauer. Pristupljeno 11. kolovoza 2025.
5. ↑  Promocija dvojezične knjige Zov i okovi domovine u Mostaru. bljesak.info (engleski). Pristupljeno 11. kolovoza 2025.
6. ↑  BHRT - Radiotelevizija Bosne i Hercegovine. 15. srpnja 2025. Gošća BHT1 Uživo bila Ranka Eisenhauer, pisac. Pristupljeno 11. kolovoza 2025.
7. ↑  Federalna. federalna.ba. Pristupljeno 11. kolovoza 2025.